# Guido De Maria
Guido De Maria (Lama Mocogno, 20 dicembre 1932) è un disegnatore, pubblicitario, autore televisivo, e regista di spot pubblicitari italiano.

## Biografia
Nato nel 1932 a Lama Mocogno, sull'Appennino modenese, ha iniziato come vignettista umoristico disegnando per testate nazionali e internazionali come la rivista settimanale Epoca, diretta da Enzo Biagi. Agli inizi degli anni sessanta passa alla pubblicità e, con altri amici del territorio bolognese, dà vita alla Vimder film (VIsani Luciano, Malossi Tiziano, DE Maria Guido, Righi Augusto), una casa di produzione per le pubblicità di Carosello.
A partire dai tempi della Vimder film, Guido De Maria ha prodotto e diretto centinaia di Caroselli e spot pubblicitari (oltre 1200), tra cui I Brutos e Franco e Ciccio per Cera Grey, Salomone pirata pacioccone (a cui collaborarono, tra gli altri, Francesco Guccini e Bonvi) per Amarena Fabbri, la "camicia coi baffi" (con Maurizio Costanzo), Nelsen Piatti, i nanetti di Loacker, ecc.
Raggiunse una grande notorietà negli anni settanta, quando, insieme a Giancarlo Governi, firmò le trasmissioni Gulp! I fumetti in TV e Supergulp!, di cui curò la regia (creando il linguaggio televisivo del "fumetto in TV") e con le quali ottenne, nel 1978, il premio della regia televisiva, settore TV per ragazzi. Ha creato i personaggi di Giumbolo e, insieme a Bonvi, di Nick Carter.
Sempre per Supergulp, insieme al musicista Franco Godi, ha composto le sigle della trasmissione. Il 45 giri di Giumbolo vendette oltre 100 000 copie. Negli anni novanta è stato il condirettore del settimanale umoristico Comix, edito da Franco Cosimo Panini, diretto insieme a Beppe Cottafavi.
Prosegue la sua attività di regista pubblicitario e producer per la casa di produzione Diaviva tra Reggio Emilia e Milano.